# 21985 Šejna
21985 Šejna è un asteroide della fascia principale. Scoperto nel 1999, presenta un'orbita caratterizzata da un semiasse maggiore pari a 3,1135942 UA e da un'eccentricità di 0,1072459, inclinata di 0,72314° rispetto all'eclittica.